# اداره ایران (پنتاگون)
اداره ایران (انگلیسی: Iranian Directorate یا انگلیسی: Directorate for Iran) یک واحد اطلاعاتی پنتاگون است که در سال ۲۰۰۶ تأسیس شد و در زمینه اطلاعات عمومی در مورد ایران در رابطه با تنش‌های دیپلماتیک و نظامی بین ایالات متحده آمریکا و ایران فعالیت می‌کند. مخالفان این واحد، آن را به دلیل شباهت‌هایش با دفتر طرح‌های ویژه (OSP) که به گزارش‌های اطلاعاتی جنجالی در رابطه با عراق رسیدگی می‌کرد، مورد انتقاد قرار داده‌اند. به گفته یک کارآگاه خصوصی، این واحد در منطقه‌ای مستقر شده است که قبلاً در خدمت OSP بوده است، و همچنین سه مقام باسابقه OSP که علایق مشابهی دارند، در میان آنها حضور دارند.
سرهنگ دوم بری ای. ونابل، سخنگوی پنتاگون، تشکیل این اداره برای ایران را هم در یک مکالمه تلفنی و هم در یک پیام ایمیلی تأیید کرد. ونبل نوشت: «همانطور که وزارت امور خارجه در اوایل ماه مارس اعلام کرد (خلاصه روزانه مطبوعات، ۳ مارس)، دولت ایالات متحده در حال سازماندهی بهتر خود برای رسیدگی به آنچه وزیر رایس آن را «یکی از چالش‌های بزرگ برای ایالات متحده، یک چالش استراتژیک برای ایالات متحده و برای کسانی که آرزوی صلح و آزادی دارند» نامیده است، است.» وی همچنین اظهار داشت: «به عنوان همتای دفتر جدید امور ایران در وزارت امور خارجه، وزارت دفاع یک اداره جدید برای مسائل سیاسی مرتبط با ایران را از اداره موجود امور خلیج فارس شمالی در دفتر امور خاور نزدیک و جنوب آسیا (NESA) جدا کرده است. این دفاتر سیاست منطقه‌ای در دفتر دستیار وزیر دفاع آمریکا در امور امنیت بین‌الملل و پس از آن تحت نظر اریک ادلمن معاون وزیر دفاع آمریکا در امور سیاسی قرار دارند.

## عضویت
مدیر موقت اداره ایران به طور عمومی شناخته شده نیست، اما گزارش شده است که افسر نظامی لادن آرچین است. برخی دیگر از اعضای آن عبارتند از: آبرام شولسکی، مدیر سابق دفتر سیاست خارجی، روئل مارک گرشت، عضو پروژه‌ای برای قرن آمریکایی جدید، و تحلیلگر آژانس اطلاعات دفاعی، جان تریجیلیو.

## هدف
"لس‌آنجلس تایمز" ادعا کرد که هدف اداره ایران در پنتاگون "تضعیف دولت در تهران" به همراه دفتر امور ایران در وزارت امور خارجه است.
در سپتامبر ۲۰۰۶، روزنامه مک‌کلاچی گزارشی را که توسط این واحد تهیه شده بود، به دست آورد که «متهم می‌کرد برنامه‌های بین‌المللی ایالات متحده به ایران به اندازه کافی علیه رژیم اسلامی سخت‌گیرانه نیستند... این گزارش، سرویس تلویزیون فارسی صدای آمریکا و رادیو فردا، یک رسانه دولتی ایالات متحده به زبان فارسی را به اتخاذ موضعی نرم نسبت به رژیم محمود احمدی‌نژاد، رئیس‌جمهور ایران، و ندادن زمان کافی به منتقدان دولت متهم می‌کند.»
پاسخ‌های اولیه نشان می‌دهد که این واحد دستورالعمل‌های قوی و شباهت‌هایی با سلف OSP خود دارد. طبق گزارش روزنامه مک‌کلاچی، «مقامات پخش ایالات متحده و دیگران که این گزارش را خوانده‌اند، گفته‌اند که این گزارش پر از اشتباه است... کنت وای. تاملینسون، رئیس هیئت مدیره پخش، روز سه‌شنبه در بیانیه‌ای گفت: «نویسنده این گزارش به همان اندازه که من صلاحیت دارم گزارشی در مورد برنامه‌ریزی برای ایران بنویسم، صلاحیت دارم که گزارشی در مورد عملیات لشکر ۱۰۱ هوابرد بنویسم.»
با این حال، علیرغم مسائل پیش آمده، پنتاگون موفق شده است صلاحیت رسیدگی به صدای آمریکا فارسی و رادیو فردا را از وزارت امور خارجه به دست آورد.